# NGC 1170
NGC 1170 est une entrée du New General Catalogue qui concerne un corps céleste perdu ou inexistant. Cet objet a été enregistré par le sémiologue américain Charles Sanders Peirce  le 31 décembre 1869 dans la constellation du Bélier.